# Khói mù Đông Nam Á 2015
Vụ sương khói bao phủ Đông Nam Á năm 2015 là một cuộc khủng hoảng ô nhiễm không khí ảnh hưởng đến một số nước trong khu vực Đông Nam Á, bao gồm Brunei, Indonesia (đặc biệt là các đảo Sumatra và Kalimantan), Malaysia, Singapore, miền Nam Thái Lan và Việt Nam, và có thể là Campuchia và Trung Philippines. Nó bắt đầu vào cuối tháng 6 trước khi dần dần trở nên tồi tệ hơn trong tháng 9. Đó là sự xuất hiện mới nhất của các đám mây mù khu vực Đông Nam Á, một vấn đề dài hạn xảy với cường độ khác nhau trong mỗi mùa khô trong khu vực. Hiện tượng này bị gây ra bởi cháy rừng Kết quả từ các hoạt động nương rẫy trái phép, chủ yếu ở đảo Sumatra của Indonesia và Kalimantan, sau đó có thể lây lan nhanh chóng trong mùa khô. 
Ngày 4 tháng 9 năm 2015, Hội đồng Quản lý thảm họa Quốc gia Indonesia cho rằng 6 tỉnh của Indonesia đã tuyên bố tình trạng khẩn cấp hai đến các đám mây, đó là Riau, Jambi, Nam Sumatra, Tây Kalimantan, Trung Kalimantan và Nam Kalimantan. Vào 14 tháng 9, tình trạng khẩn cấp đã được một lần nữa tuyên bố ở Riau, lần này do chính phủ Indonesia tuyên bố. Hàng ngàn cư dân của Pekanbaru, thủ phủ của Riau, chạy trốn sang các thành phố lân cận Medan và Padang. Vào cuối tháng 9, Chỉ số tiêu chuẩn chất ô nhiễm của Indonesia đạt mức cao kỷ lục 2.300, ghi nhận tại các tỉnh miền Trung Kalimantan. Hơn 28 triệu người ở Indonesia một mình bị ảnh hưởng bởi cuộc khủng hoảng, và hơn 140,000 báo cáo bệnh về đường hô hấp.

## Tình trạng sương khói ở các nước

### Indonesia

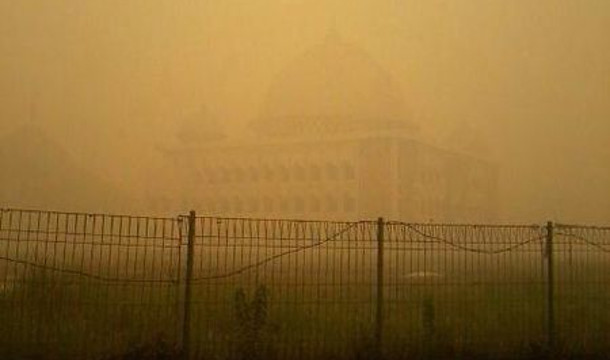
Bầu trời ở Palangkaraya, Trung Kalimantan, Indonesia có màu vàng do vụ sương khói.

Tính đến ngày 7 tháng 10 năm 2015, hơn 140.000 người Indonesia đã được báo cáo bị các bệnh đường hô hấp trong các khu vực ảnh bị ảnh hưởng của mây mù. Đến ngày 15 tháng 9 năm 2015, khoảng 25.834 người đã bị nhiễm trùng đường hô hấp, 538 người bị viêm phổi, 2246 người bị kích thích da, trong khi 1.656 người có vấn đề kích ứng mắt. Đám mây đã bao phủ toàn bộ hòn đảo Sumatra và các bộ phận của Kalimantan, ảnh hưởng đến hoạt động du lịch, hàng không và hàng hải cũng như nền kinh tế Indonesia.

### Thái Lan
Sương khói từ Sumatra đã lan sang phần lớn miền nam Thái Lan như tỉnh Narathiwat, tỉnh Pattani, tỉnh Phuket, tỉnh Satun, tỉnh Songkhla, tỉnh Surat Thani, tỉnh Trang và tỉnh Yala, thậm chí đạt mức nguy hiểm ngày 7 tháng 10 Sở Y tế tỉnh Phuket đã ban hành tư vấn sức khỏe cho các cư dân của nó vào tháng 8 năm 2015 và tính đến tháng 10 năm 2015 tỉnh này đã có một số chuyến bay bị chậm trễ ở sân bay Phuket. Chỉ số chất lượng không khí tại các tỉnh miền nam Thái Lan đã tăng và Giám đốc Văn phòng Môi trường khu vực Halem Jehmarikan nói rằng mức độ ô nhiễm không khí hiện nay là kết quả của hướng gió và một vùng áp suất thấp, ngăn chặn các đám mây bị thổi bay đi. Một số bệnh viện đã chứng kiến sự gia tăng trong các bệnh nhi với các triệu chứng liên quan đến hệ hô hấp. Halem thêm ô nhiễm tồi tệ nhất trong nhiều thập kỷ so với khói mù trước đó, đã phai mờ trong vòng bốn giờ.

### Malaysia
Chỉ số ô nhiễm không khí không lành mạnh đã được ghi nhận ở khoảng 24 khu vực ở bang Sarawak, Selangor và Langkawi ở Kedah là nơi chịu ảnh hưởng nặng nề nhất bởi sương khói. Cư dân với bệnh hen suyễn và các vấn đề phổi đã khuyên nên ở trong nhà cho đến khi chất lượng không khí trong khu vực của họ được cải thiện. Ngành hàng không và hàng hải của Malaysia đã được đưa vào trạng báo động cao sau khi tầm nhìn bị sương khói bị giảm sút. Bộ giáo dục tuyên bố rằn tất cả các trường học phải đóng cửa nếu các chỉ số ô nhiễm không khí vượt 200 nhưng cho đến ngày 15 tháng 9, với tình trạng sương khói nghiêm trọng, trường học trong bốn bang Sarawak, Selangor, Negeri Sembilan và Malacca cùng với các vùng lãnh thổ liên bang Kuala Lumpur và Putrajaya được lệnh đóng cửa tạm thời. Vào ngày 3 tháng 10, các nhà tổ chức quyết định hủy bỏ Standard Chartered KL Marathon 2015 do khói mù ngày càng tệ hơn. Ngày 04 tháng 10, khikhói bụi đạt mức không lành mạnh ở nhiều nơi trên đất nước, chính phủ tuyên bố rằng tất cả các bang trừ Kelantan, Sabah và Sarawak đóng cửa các trường một lần nữa trong hai ngày. Sương khói ở Shah Alam, Selangor thậm chí đạt mức chỉ số ô nhiễm không khí nguy hiểm 308.

### Singapore
Hầu hết các hoạt động ngoài trời tại Singapore kể từ khi bị sương khói bị hoãn lại. Người ta quan ngại trong tuần đến Singapore Grand Prix 2015 rằng sự kiện này có thể bị đe dọa bởi mây mù. Đám mây mù đã gia tăng đến mức độ "Rất không lành mạnh" trong thang chỉ số tiêu chuẩn chất gây ô nhiềm hồi 8h vào ngày 14 tháng 9 năm 2015, với chỉ số đạt 223. Chỉ số này sau đó tăng lên 249 vào lúc 9h sáng trước khi giảm trở lại với mức "không lành mạnh" phần lớn trong đêm. Giông bão và mưa lớn đã được cải thiện tình hình trong buổi chiều các ngày 15 và 16, trong khi một sự thay đổi theo hướng gió thịnh hành cải thiện tình hình từ thứ 20 đến thứ 22.

### Việt Nam
Thành phố Hồ Chí Minh và các tỉnh khác ở miền Nam Việt Nam bị sương khói từ ngày 4 tháng 10 năm 2015. Các chuyên gia cho rằng một phần là do cháy rừng ở Indonesia. Theo Cơ quan Khí tượng Thủy văn Trung ương ở phía Nam, nhiều tỉnh và thành phố ở đồng bằng sông Cửu Long như Sóc Trăng, Cà Mau, Kiến Giang, Đồng Tháp, Bến Tre và Cần Thơ đã chịu ảnh hưởng hiện tượng này từ đầu tháng 10.